# DEDD
DEDD (англ. Death effector domain containing) – білок, який кодується однойменним геном, розташованим у людей на короткому плечі 1-ї хромосоми.  Довжина поліпептидного ланцюга білка становить 318 амінокислот, а молекулярна маса — 36 794.
| 10         |  | 20         |  | 30         |  | 40         |  | 50         |
| ---------- |  | ---------- |  | ---------- |  | ---------- |  | ---------- |
| MAGLKRRASQ |  | VWPEEHGEQE |  | HGLYSLHRMF |  | DIVGTHLTHR |  | DVRVLSFLFV |
| DVIDDHERGL |  | IRNGRDFLLA |  | LERQGRCDES |  | NFRQVLQLLR |  | IITRHDLLPY |
| VTLKRRRAVC |  | PDLVDKYLEE |  | TSIRYVTPRA |  | LSDPEPRPPQ |  | PSKTVPPHYP |
| VVCCPTSGPQ |  | MCSKRPARGR |  | ATLGSQRKRR |  | KSVTPDPKEK |  | QTCDIRLRVR |
| AEYCQHETAL |  | QGNVFSNKQD |  | PLERQFERFN |  | QANTILKSRD |  | LGSIICDIKF |
| SELTYLDAFW |  | RDYINGSLLE |  | ALKGVFITDS |  | LKQAVGHEAI |  | KLLVNVDEED |
| YELGRQKLLR |  | NLMLQALP   |  |            |  |            |  |            |

A: Аланін

C: Цистеїн

D: Аспарагінова кислота

E: Глутамінова кислота

F: Фенілаланін

G: Гліцин

H: Гістидин

I: Ізолейцин

K: Лізин

L: Лейцин

M: Метіонін

N: Аспарагін

P: Пролін

Q: Глутамін

R: Аргінін

S: Серин

T: Треонін

V: Валін

W: Триптофан

Кодований геном білок за функцією належить до репресорів. 
Задіяний у таких біологічних процесах як апоптоз, транскрипція, регуляція транскрипції. 
Білок має сайт для зв'язування з ДНК. 
Локалізований у цитоплазмі, ядрі.